# Drupi (album 1981)
Drupi è l'ottavo album del cantante omonimo, pubblicato originariamente nel 1981.
Viene messa in commercio una riedizione del disco dopo la partecipazione dell'artista al Festival di Sanremo 1982 con il brano Soli, giunto terzo alla manifestazione, che sostituisce nella tracklist Credo, canzone presente nell'edizione precedente.
L'album è il frutto della collaborazione tra Drupi e i New Trolls, con i quali il cantante pavese aveva già realizzato, nel 1980, il 45 giri Sera. Nell'album è presente anche il brano Stai con me, sigla di chiusura della trasmissione televisiva Flash.

## Tracce
Lato A
1. Stai con me – 3:40 (Vittorio De Scalzi-Gianni Belleno-Ricky Belloni-Nico Di Palo)
2. 10.8.80 Un'estate fa – 3:13 (V. De Scalzi-G. Belleno-R. Belloni-N. Di Palo)
3. Moglie mia – 2:39 (V. De Scalzi-G. Belleno-R. Belloni-N. Di Palo)
4. La casa in fondo al viale – 3:03 (Dorina Dato-Drupi-Salvatore Fabrizio)
5. Un incontro – 3:36 (D. Dato-Drupi)

Lato B
1. Soli – 3:40 (Drupi-V. De Scalzi-G. Belleno)
2. Lascerò – 4:34 (D. Dato-Drupi-V. De Scalzi-G. Belleno-R. Belloni-N. Di Palo)
3. Bianca – 3:00 (D. Dato-Drupi-V. De Scalzi-G. Belleno-R. Belloni-N. Di Palo)
4. La mia canzone al vento – 4:50 (V. De Scalzi-G. Belleno-R. Belloni-N. Di Palo)
5. Queste mani – 3:47 (D. Dato-Drupi-V. De Scalzi-G. Belleno-R. Belloni-N. Di Palo)

## Musicisti
- Drupi: voce
- Gigi Cappellotto: Basso
- Andy Surdi: Batteria, percussioni
- Sergio Farina: Chitarra
- Oscar Rocchi: Tastiera
- Loris Ceroni: Basso
- Leandro Gaetano: Tastiera
- Flaviano Cuffari: Batteria
- Gianfranco Lombardi: Tastiera
- Ricky Belloni: Chitarra, cori
- Nico Di Palo: Chitarra, basso, cori
- Vittorio De Scalzi: Tastiera, cori
- Gianni Belleno: Batteria, percussioni, cori
- Giorgio Baiocco: Sax Tenore
- Rodolfo Migliardi: Trombone
- Baba: Cori
- Dorina Dato: Cori
- Arrangiamenti e Orchestra: Gianfranco Lombardi
- Realizzazione: New Trolls
- Arrangiamenti per il brano Soli: Vittorio De Scalzi
- Realizzazione per il brano Soli: Vittorio De Scalzi, Gianni Belleno, Drupi